# Вайшэнжэнь
Вайшэнжэнь (с.-кит. 外省人 wàishěngrén) или гуасинлан (хокло 外省儂 goā-séng-lâng) — название, принятое на Тайване для иммигрантов, прибывших на остров из Китая в ходе эвакуации Гоминьдана в 1945-49 годах, а также их потомков. Ныне они составляют около 10—15 % населения Тайваня.
Буквально слово «вайшэнжэнь» обозначает «люди из других провинций» — они противопоставляются «людям из этой провинции» (хокло 本省儂 пуньсинлан, с.-кит. 本省人 бэньшэнжэнь), то есть тайваньцам хокло (70 % населения) и хакка (15—20 % населения), поселившимся на острове до 1945 года.

## Определение
Формально вайшэнжэни («люди из других провинций») определялись как люди, чья вотчина находится не на Тайване. До 1996 года в тайваньских документах указывалась вотчина (本籍), то есть место, из которого происходит человек по мужской линии, даже если сам он его ни разу не посещал. После замены графы «вотчина» на «место рождения», официально разделение между «местными» и «пришлыми» было упразднено.
Ныне неформально термин вайшэнжэнь используется для обозначения специфической этнокультурной общности, однако её границы относительно размыты: часть формальных вайшэнжэней (около 15 %) происходит из провинции Фуцзянь и легко ассимилировалась в хокло-тайваньское общество. Кроме того, за десятилетия жизни на Тайване появилось множество смешанных семей из вайшэнжэней и тайваньцев.
Для современных вайшэнжэней характерно владение севернокитайским языком как родным (в отличие от языка хокло, на котором говорит большинство тайваньцев), «китайская» идентичность (в отличие от тайваньской идентичности), а также последовательная поддержка партии Гоминьдан (в противовес Демократической прогрессивной партии, более популярной среди тайваньцев-хокло). Большинство вайшэнжэней и их потомком сконцентрировано в районе Тайбэя, их число значительно меньше в южном Тайване.

## Численность
Точное число беженцев, прибывших вместе с Чан Кайши на Тайвань, установить невозможно. Оценки варьируются от 950 тыс. до 2 млн человек, чаще всего на Тайване называется цифра в 1.2 миллиона. Недавно рассекреченные документы указывают число в 1,024,233 мигрантов с материка на Тайване и конролируемых им островах по состоянию на 16 сентября 1956 года. Соотношение мужчин и женщин среди них было 3.75:1.
Среди вайшэнжэней можно выделить несколько групп. Около четверти бежали на Тайваня ещё до эвакуации Гоминьдана — к ним относятся как чиновники и предприниматели из крупных городов Китая, так и простые рабочие из Фуцзяни. Другая группа — военные и партийные функционеры Гоминьдана, а также члены их семей. Часть вайшэнжэней являются простыми беженцами, в спешке эвакуированными вместе с Гоминьданом. Некоторые, такие как семья бывшего президента Ма Инцзю, прибыли намного позднее, например, через Гонконг.
Около 40 % вайшэнжэней поселились в районе Тайбэя, ещё 25 % — в других крупных городах, таких как Гаосюн, Цзилун, Тайчжун и Тайнань.

## История
После эвакуации Гоминьдана, в годы военного положения 1947—1987 годов, вайшэнжэни доминировали в тайваньской политике. Режим Чан Кайши проводил политику дискриминации против тайваньцев (хокло и хакка). Многие гоминьдановцы, воевавшие против Японии, воспринимали тайваньцев как предателей, живших в достатке при японском управлении. Отношения между этническими группами обострились немедленно после прибытия иммигрантов с материка — в 1947 году произошёл «Инцидент 228», в котором погибли тысячи тайваньцев. Всё это приводило к бытовой дискриминации тайваньцев против вайшэнжэней, и в конце концов подпитало движение за независимость Тайваня в 1990-х годах.
С другой стороны, среди вайшэнжэней было велико число солдат и беженцев, прибывших на Тайвань без семей и быстро маргинализировавшихся. В 1950-70-е годы вайшэнжэни значительно опережали тайваньцев по уровню преступности и суицидов. Большое число беженцев размещались в военных поселениях (眷村), преимущественно в Тайбэе и крупных городах Тайваня, но многие высокопоставленные гоминьдановцы смогли через свои связи поселиться в благоустроенном жилье, где во времена японского управления Тайванем жили японцы, часто экспроприируя их у местных тайваньцев.